# Konstantin Balmont
Konstantin Dmitrievich Balmont (em russo:  Константин Дмитриевич Бальмонт, 15 de junho de 1867 – Noisy-le-Grand, 23 de dezembro de 1942) foi um poeta simbolista, tradutor e uma das maiores figuras da Idade de Prata da Poesia Russa.

## Vida
A educação inicial de Balmont veio de sua mãe, que sabia várias línguas estrangeiras, era entusiasta da literatura e do teatro e exerceu forte influência sobre o filho. Em seguida, frequentou dois ginásios, foi expulso do primeiro por atividades políticas e se formou no segundo. Ele estudou direito na Universidade Estatal de Moscou, mas foi rapidamente expulso por participar de distúrbios estudantis. Ele tentou novamente no Demidov Law College, mas desistiu em 1890.
Em fevereiro de 1889 ele se casou com Larisa Mikhailovna Garelina; infeliz no casamento, em 13 de março de 1890 Balmont tentou o suicídio pulando de uma janela do terceiro andar, deixando-o mancando e com a mão ferida de escrever para o resto de sua vida. Ele se envolveu em dois outros casamentos de união estável e tentou o suicídio pela segunda vez mais tarde na vida.
Ele escreveu poesia e prosa prolificamente e publicou suas obras para um grande público na Rússia, de onde emigrou após a revolução bolchevique, e para um público menor no exílio. Ele também traduziu obras de escritores em várias outras línguas, incluindo as obras de Edgar Allan Poe. Ele era considerado um poeta inovador e fazia amizade com muitos de seus colegas poetas emigrantes russos. Ele morreu de pneumonia na França em 1942.

## Trabalhos selecionados

### Coleções de poesia
- Coleção de Poemas (Сборник стихотворений, 1890)
- Sob o Céu do Norte (Под северным небом, 1894)
- In Boundlessness (В безбрежности, 1895)
- Silêncio (Тишина. Лирические поэмы, 1898)
- Edifícios em chamas. A Letra da Alma Moderna (Горящие здания. Лирика современной души, 1900)
- Sejamos como o sol. O Livro dos Símbolos (Будем как солнце. Книга символов, 1903)
- Only Love (Только любовь. Семицветник, 1903)
- Liturgia da Beleza (Литургия красоты. Стихийные гимны, 1905)
- Contos de fadas (Фейные сказки (детские песенки), 1905)
- Vile Charms (Злые чары, 1906)
- Poemas (Стихотворения, 1906)
- Firebird. Slavic Svirel (Жар-птица. Свирель славянина, 1907)
- Canções do Vingador (Песни мстителя, 1907)
- Três flores. Teatro da Juventude e da Beleza (Три расцвета. Театр юности и красоты, 1907)
- Runaround of Times (Хоровод времён. Всегласность, 1909)
- Birds in the Air (Птицы в воздухе. Строки напевные, 1908)
- Green Vertograd (Зелёный вертоград. Слова поцелуйные, 1909)
- Arquiteto Branco. Mistério das Quatro Lanternas (Белый Зодчий. Таинство четырёх светильников, 1914)
- Freixo. Visões de uma árvore (Ясень. Видение древа, 1916)
- Sonetos de Sol, Mel e Lua (Сонеты Солнца, Мёда и Луны, 1917; publicado em 1921 em Berlim)